# ستيفن ميلر
ستيفن ميلر (بالإنجليزية: Steven Miller)‏ (12 سبتمبر 1989 الولايات المتحدة - ) هو لاعب كرة قدم أمريكي يلعب كلاعب وسط.

## روابط خارجية
- ستيفن ميلر على موقع الدوري الأمريكي (الإنجليزية)
- ستيفن ميلر على موقع قاعدة بيانات كرة القدم.إي يو (الإنجليزية)